# Ameisensäureisopropylester
Ameisensäureisopropylester (IUPAC : Isopropylmethanoat, auch Isopropylformiat) ist der Ester aus Isopropanol und Ameisensäure.

## Darstellung
Ameisensäureisopropylester kann aus Ameisensäure und Isopropanol durch Veresterung dargestellt werden.

## Eigenschaften
Isopropylformiat kann durch Reaktion mit Wasser in Umkehrung der Bildungsreaktion verseift, d. h. gespalten werden. Die Hydrolyse kann sowohl durch Säuren, als auch durch Basen katalysiert werden.
Der Flammpunkt liegt bei −13,9 °C. Die thermische Zersetzung von Isopropylformiat bei 310–335 °C liefert zunächst Propen und Ameisensäure, die dann weitere Zersetzungsprodukte bildet.